# Réseau social décentralisé
Un réseau social décentralisé est un type de réseau social sur internet qui n'est ni contrôlé ni géré par une entité unique. L'objectif est de donner aux utilisateurs plus de pouvoir, de liberté et de garantir la protection de leur vie privée.

## Types de réseaux sociaux décentralisés
Il y a deux types principaux de réseaux sociaux décentralisés :
- Les réseaux sociaux fédérés, dans lesquels le réseau est composé d'une fédération de serveurs. Il y a plus d'utilisateurs que de serveurs.
- Les réseaux sociaux distribués, dans lesquels il n'y a aucun serveur. Tout utilisateur opère son propre nœud.